# Durchsteckmontage
Als Durchsteckmontage oder auch Einsteckmontage (englisch through-hole technology, THT; pin-in-hole technology, PIH) bezeichnet man in der Aufbau- und Verbindungstechnik eine Montageweise von bedrahteten elektronischen Bauelementen. Im Gegensatz zur Oberflächenmontage (engl. surface-mounting technology, SMT) ist die Durchsteckmontage dadurch gekennzeichnet, dass die Bauelemente Drahtanschlüsse haben („bedrahtete Bauelemente“). Diese werden bei der Montage durch Kontaktlöcher in der Leiterplatte gesteckt und anschließend durch Löten (konventionelles Handlöten, Wellenlöten oder Selektivlöten) mit der Leiterbahn verbunden.

Bedrahteter Widerstand auf einer Leiterplatte in Durchsteckmontage

## Technik

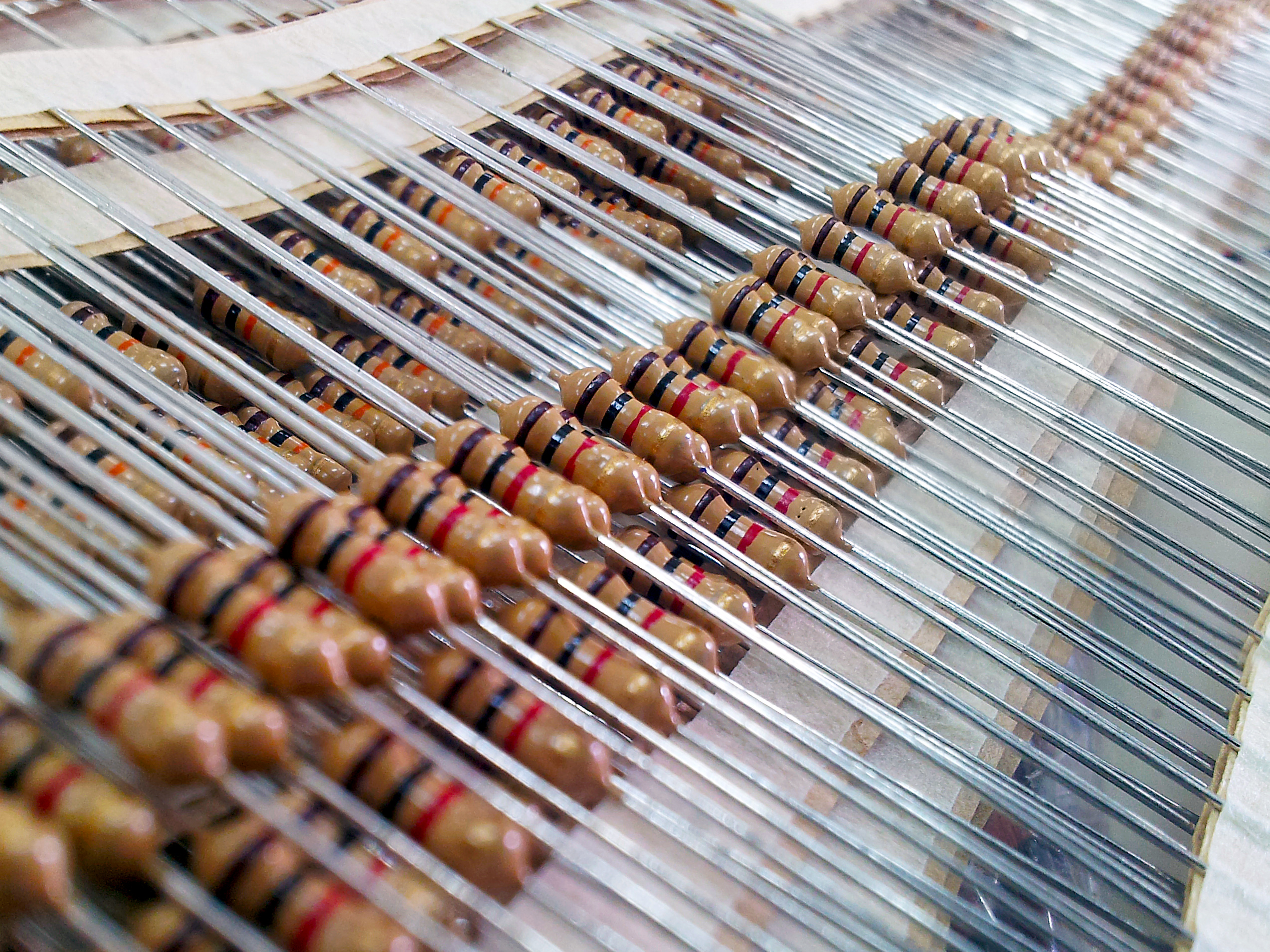
Bedrahtete gegurtete Widerstände vor der Bestückung

Ab Ende der 1960er Jahre wurden die vorher meist einzeln an Lötpfosten angelöteten elektronischen Bauelemente einer elektrischen Schaltung gemeinsam auf einer mit Löchern und Leiterbahnen versehenen Leiterplatte montiert und gelötet. Man verwandte einen Raster auf Basis der Längeneinheit Zoll; die Mittenabstände der Bohrungen betrugen beispielsweise 2,54 mm oder ein Vielfaches davon. Später entwickelte Bestückungsautomaten konnten sowohl axial bedrahtete als auch radial bedrahtete (einseitig herausgeführte Anschlüsse) Bauteile bestücken. Die radialen Anschlüsse setzten sich weitgehend durch, da sie nicht abgebogen und beschnitten werden mussten. Hingegen werden axiale Bauteile gegurtet geliefert und können vor dem Bestücken im zum Layout passenden Raster gebogen werden.
Für Bauelemente mit mehreren Anschlüssen hatten sich bald Single In-Line Gehäuse und Dual-inline-Gehäuse mit einem Rastermaß von 2,54 mm durchgesetzt.
Die Durchsteckmontage ist mit der Einführung der SMD-Bestückungstechnik, die eine deutlich höhere Bauteildichte ermöglicht und dadurch insgesamt die Herstellungskosten verringert, stark zurückgegangen. Die nun entfallenden Verbindungen der Lagen durch die Bauteilanschlüsse mussten mit Durchkontaktierungen ersetzt werden. Größere Bauelemente wie Transformatoren, oder auch mechanisch besonders stabile Anschlüsse (Klemmen, Steckverbinder) werden oft weiterhin mit Anschlussdrähten und nicht als SMD ausgeführt.
Die Durchsteckmontage ist oft auch zuverlässiger bei mechanischer Biegebelastung der Leiterplatte und bietet Stabilitätsvorteile bei zyklischer Verlustwärme bzw. bei impulsbelasteten Bauteilen.

## Einsatzbereiche

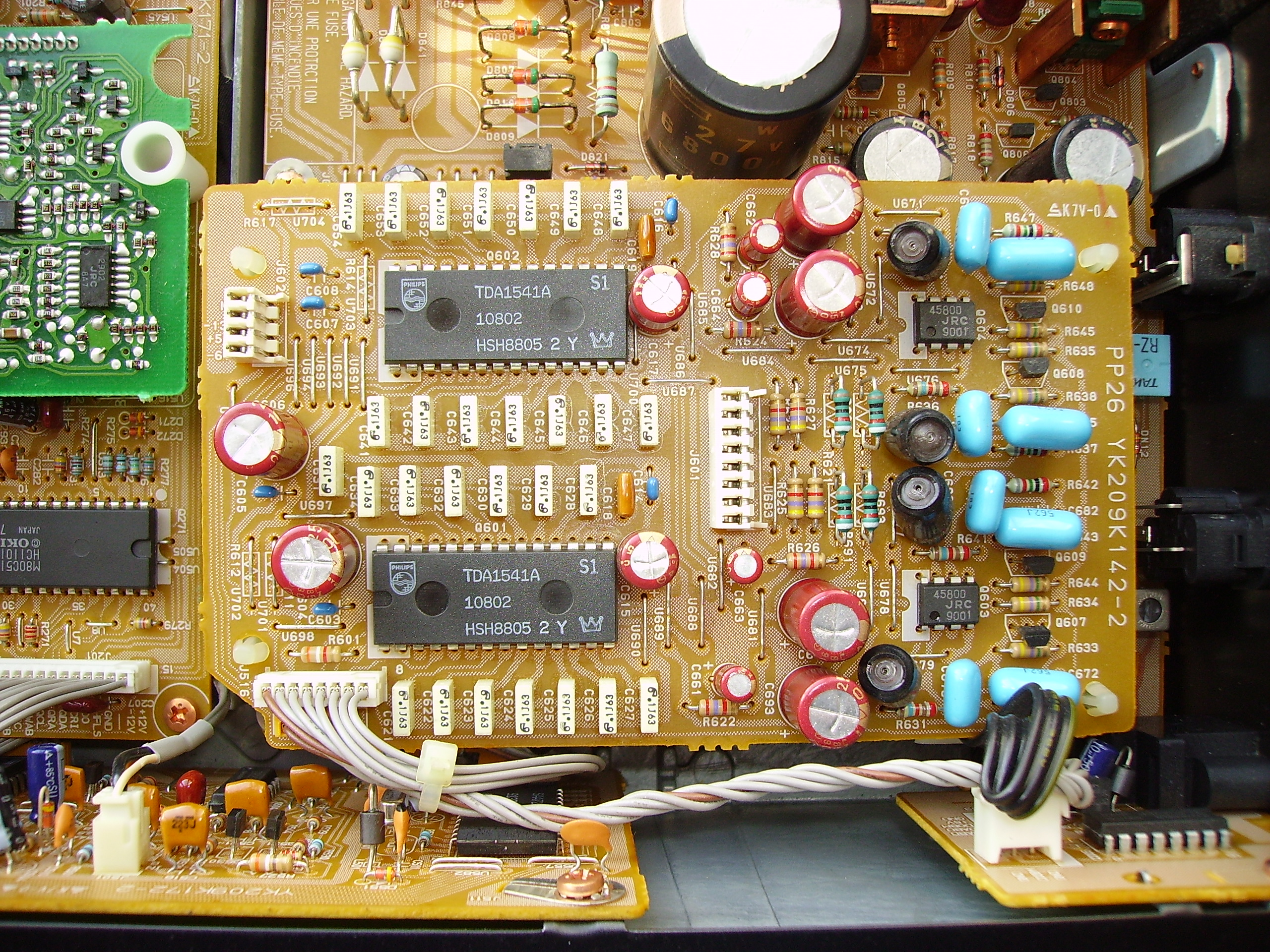
Bedrahtete Bauelemente auf einer THT-Leiterplatte

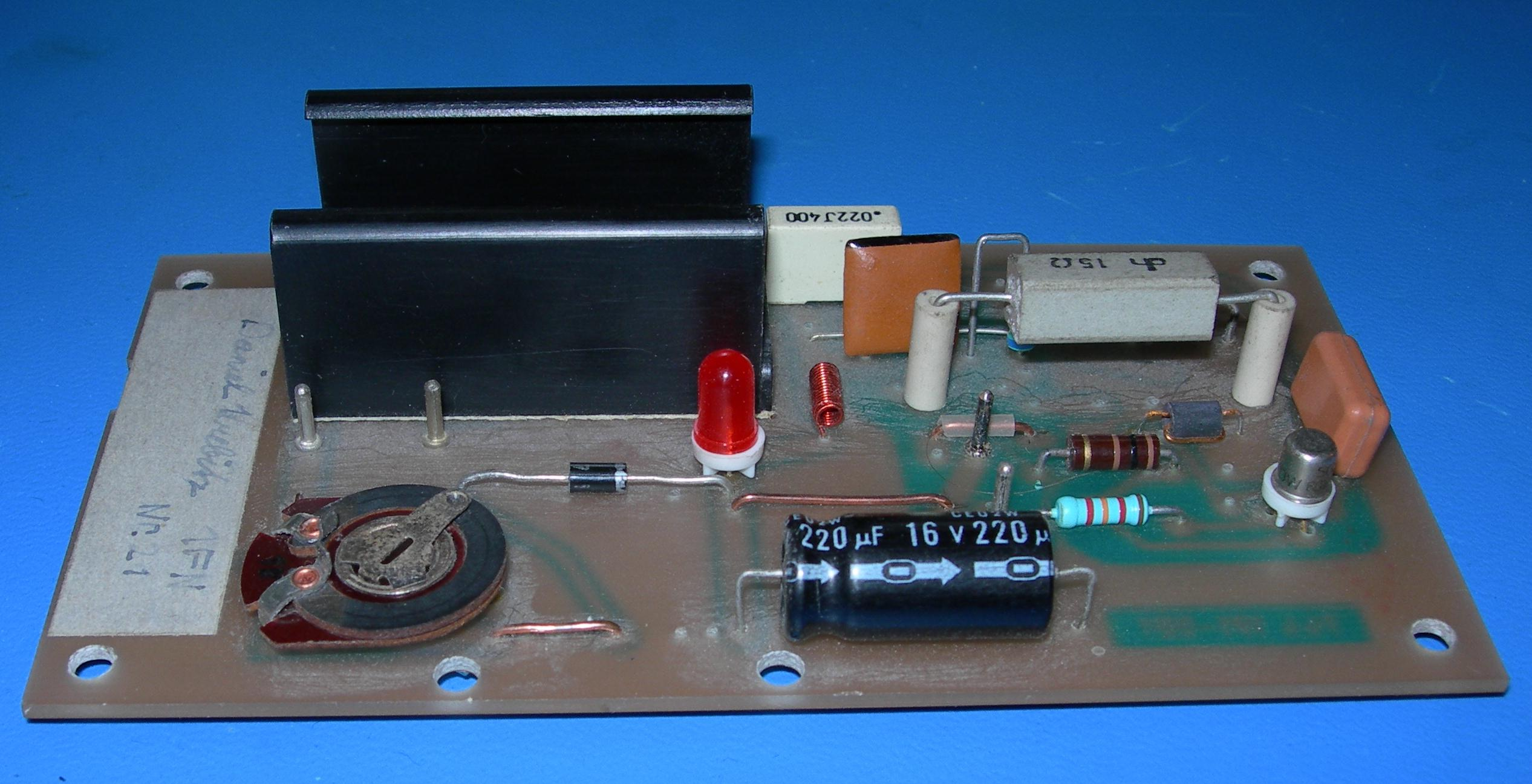
THT-bestückte Leiterkarte, Oberseite

### Informationselektronik
Im Bereich der Informationselektronik wurden im industriellen Bereich bedrahtete Bauelemente weitgehend durch SMD-Bauelemente abgelöst. Einfache und preiswerte Produkte im Konsumerbereich werden aber weiterhin teilweise oder vollständig mit bedrahteten Bauelementen hergestellt.

### Leistungselektronik
Im Bereich der Leistungselektronik werden unter anderem wegen der erforderlichen Stromtragfähigkeit der Bauelemente selbst und der Anbindung der stromführenden Bauelemente an die verschiedenen Lagen der Leiterplatte nach wie vor standardmäßig bedrahtete Bauelemente verwendet.
Einige Bauelemente mit einer hohen mechanischen Belastung (z. B. Steckverbinder, größere Schalter, größere Elektrolytkondensatoren, Leistungsspulen und Leistungshalbleiter) müssen weiterhin mittels Durchsteckmontage auf der Leiterplatte befestigt werden, denn für diese Bauelemente existieren häufig noch keine SMD-Bauformen. Für rein oberflächenmontierte Bauelemente besteht bei hoher mechanischer Belastung oder hoher Strombelastung die Gefahr, dass die Lötstelle oder die Leiterbahn zu stark beansprucht oder beschädigt wird. Aus diesem Grund werden Leiterplatten oft mischbestückt. Dabei entsteht der Nachteil, dass der THT-Prozess nicht durchgängig automatisierbar ist und so zusätzliche Kosten verursacht.

### Handgearbeitete Geräte
Geräte, die von Handwerkern oder Hobbyelektronikern handgelötet werden, werden in der Regel mit bedrahteten Bauteilen gefertigt, weil diese einfacher in der Handhabung sind. So halten sie sich z. B. selbst während des Lötvorganges in der Leiterplatte, während SMD-Bauteile fixiert werden müssen. Aufgrund ihrer Größe sind bedrahtete Bauteile weniger durch Überhitzung gefährdet und können auch mit üblichen Lötkolbengrößen gelötet werden. Durch ihre Größe lassen sich auch ihre Typen gut mit bloßem Auge erkennen, und sie können gut mit bloßen Händen verarbeitet werden.
Bausätze für Elektrogeräte werden in der Regel mit bedrahteten Bauteilen entworfen. Da der Lötvorgang hier vom Endverbraucher durchgeführt wird, beschränkt sich die Arbeit der Industrie auf das Ätzen der Leiterplatte und das Abpacken der Bauteile. Es entstehen also kaum Mehrkosten für die Industrie, aber es wird ein größerer Kundenkreis erschlossen.
Vereinzelt werden in diesen Bereichen jedoch auch SMD-Bauteile verwendet, wenn es auf geringe Baugröße oder gute Hochfrequenzeigenschaften ankommt.

## THT-Reflow-Technologie
Im Zeitalter der SMD-Bestückung durch Bestückungsautomaten und automatisierten Lötprozessen bot es sich daher an, beispielsweise Steckverbinder, die eigentlich nicht für diese Bauweise geeignet sind, trotzdem dem Reflow-Lötverfahren zugänglich zu machen. In diesem Zusammenhang wurde die Through-hole-reflow-Technologie (THR) entwickelt. Dabei werden Durchsteck-Bauelemente für die automatische Bestückung und die hohe thermische Belastung im Reflow-Ofen konstruiert. So lassen sich die Bestückungskosten für die automatische Leiterplattenbestückung senken, da einige Prozessschritte der normalen THT-Bestückung entfallen.
Für die THR-Technologie werden auch die Begriffe PiP – „Pin in Paste“ und PIHIR – „Pin in Hole Intrusive Reflow“ genutzt.